# Tirreno–Adriatico 2022
57. ročník etapového cyklistického závodu Tirreno–Adriatico se konal mezi 7. a 13. únorem 2022 v Itálii. Celkovým vítězem se stal Slovinec Tadej Pogačar z týmu UAE Team Emirates. Na druhém a třetím místě se umístili Dán Jonas Vingegaard (Team Jumbo–Visma) a Španěl Mikel Landa (Team Bahrain Victorious). Závod byl součástí UCI World Tour 2022 na úrovni 2.UWT a byl pátým závodem tohoto seriálu.

## Týmy
Závodu se zúčastnilo  všech 18 UCI WorldTeamů a 6 UCI ProTeamů. Alpecin–Fenix a Arkéa–Samsic dostaly automatické pozvánky jako nejlepší UCI ProTeamy sezóny 2021, další 4 UCI ProTeamy (Bardiani–CSF–Faizanè, Drone Hopper–Androni Giocattoli, Eolo–Kometa a Team TotalEnergies) byly vybrány organizátory závodu, RCS Sport. Všechny týmy přijely se sedmi jezdci kromě týmu Cofidis s šesti jezdci, celkem se tak na start postavilo 167 závodníků. Do cíle v San Benedettu del Trontu dojelo 143 z nich.
UCI WorldTeamy
- AG2R Citroën Team
- Astana Qazaqstan Team
- Bora–Hansgrohe
- Cofidis
- EF Education–EasyPost
- Groupama–FDJ
- Ineos Grenadiers
- Intermarché–Wanty–Gobert Matériaux
- Israel–Premier Tech
- Lotto–Soudal
- Movistar Team
- Quick-Step–Alpha Vinyl
- Team Bahrain Victorious
- Team BikeExchange–Jayco
- Team DSM
- Team Jumbo–Visma
- Trek–Segafredo
- UAE Team Emirates

UCI ProTeamy
- Alpecin–Fenix
- Arkéa–Samsic
- Bardiani–CSF–Faizanè
- Drone Hopper–Androni Giocattoli
- Eolo–Kometa
- Team TotalEnergies

## Trasa a etapy
| Etapa         | Datum         | Trasa                                               | Vzdálenost | Typ       | Typ                  | Vítěz                |
| ------------- | ------------- | --------------------------------------------------- | ---------- | --------- | -------------------- | -------------------- |
| 1             | 7. března     | Lido di Camaiore                                    | 13,9 km    |           | Individuální časovka | Filippo Ganna (ITA)  |
| 2             | 8. března     | Camaiore – Sovicille                                | 219 km     |           | Rovinatá etapa       | Tim Merlier (BEL)    |
| 3             | 9. března     | Murlo – Terni                                       | 170 km     |           | Zvlněná etapa        | Caleb Ewan (AUS)     |
| 4             | 10. března    | Cascata delle Marmore – Bellante                    | 202 km     |           | Středně těžká etapa  | Tadej Pogačar (SLO)  |
| 5             | 11. března    | Sefro – Fermo                                       | 155 km     |           | Zvlněná etapa        | Warren Barguil (FRA) |
| 6             | 12. března    | Apecchio – Carpegna                                 | 215 km     |           | Horská etapa         | Tadej Pogačar (SLO)  |
| 7             | 13. března    | San Benedetto del Tronto – San Benedetto del Tronto | 159 km     |           | Rovinatá etapa       | Phil Bauhaus (GER)   |
| Celková délka | Celková délka | Celková délka                                       | 1133,9 km  | 1133,9 km | 1133,9 km            | 1133,9 km            |

## Průběžné pořadí
| Etapa          | Vítěz          | Celkové pořadí | Bodovací soutěž | Vrchařská soutěž | Soutěž mladých jezdců | Soutěž týmů             |
| -------------- | -------------- | -------------- | --------------- | ---------------- | --------------------- | ----------------------- |
| 1              | Filippo Ganna  | Filippo Ganna  | Filippo Ganna   | neuděleno        | Remco Evenepoel       | Quick-Step–Alpha Vinyl  |
| 2              | Tim Merlier    | Filippo Ganna  | Filippo Ganna   | Davide Bais      | Remco Evenepoel       | Quick-Step–Alpha Vinyl  |
| 3              | Caleb Ewan     | Filippo Ganna  | Tim Merlier     | Davide Bais      | Remco Evenepoel       | Quick-Step–Alpha Vinyl  |
| 4              | Tadej Pogačar  | Tadej Pogačar  | Tadej Pogačar   | Quinn Simmons    | Tadej Pogačar         | Ineos Grenadiers        |
| 5              | Warren Barguil | Tadej Pogačar  | Tadej Pogačar   | Quinn Simmons    | Tadej Pogačar         | Team Bahrain Victorious |
| 6              | Tadej Pogačar  | Tadej Pogačar  | Tadej Pogačar   | Quinn Simmons    | Tadej Pogačar         | Team Bahrain Victorious |
| 7              | Phil Bauhaus   | Tadej Pogačar  | Tadej Pogačar   | Quinn Simmons    | Tadej Pogačar         | Team Bahrain Victorious |
| Konečné pořadí | Konečné pořadí | Tadej Pogačar  | Tadej Pogačar   | Quinn Simmons    | Tadej Pogačar         | Team Bahrain Victorious |

- Ve 2. etapě nosil Tadej Pogačar, jenž byl druhý v bodovací soutěži, fialový dres, protože lídr této klasifikace Filippo Ganna nosil modrý dres vedoucího závodníka celkového pořadí a druhý závodník této klasifikace Remco Evenepoel nosil bílý dres vedoucího závodníka soutěže mladých jezdců.
- Ve 3. etapě nosil Tim Merlier, jenž byl druhý v bodovací soutěži, fialový dres, protože lídr této klasifikace Filippo Ganna nosil modrý dres vedoucího závodníka celkového pořadí.
- V 5. etapě nosil Tim Merlier, jenž byl druhý v bodovací soutěži, fialový dres, protože lídr této klasifikace Tadej Pogačar nosil modrý dres vedoucího závodníka celkového pořadí. Ze stejného důvodu nosil Remco Evenepoel bílý dres pro lídra soutěže mladých jezdců.
- V 6. etapě nosil Remco Evenepoel, jenž byl druhý v bodovací soutěži, fialový dres, protože lídr této klasifikace Tadej Pogačar nosil modrý dres vedoucího závodníka celkového pořadí. Vzhledem k tomu, že Pogačar a Evenepoel obsadili první 2 místa i v soutěži mladých jezdců, tak v 6. etapě nosil bílý dres Thymen Arensman.
- V 7. etapě nosil Jonas Vingegaard, jenž byl druhý v bodovací soutěži, fialový dres, protože lídr této klasifikace Tadej Pogačar nosil modrý dres vedoucího závodníka celkového pořadí. Ze stejného důvodu nosil Thymen Arensman bílý dres pro lídra soutěže mladých jezdců.

## Konečné pořadí
| Legenda | Legenda                         | Legenda | Legenda                               |
| ------- | ------------------------------- | ------- | ------------------------------------- |
|         | Označuje lídra celkového pořadí |         | Označuje lídra vrchařské soutěže      |
|         | Označuje lídra bodovací soutěže |         | Označuje lídra soutěže mladých jezdců |

### Celkové pořadí
| Pořadí | Jezdec                 | Tým                     | Čas         |
| ------ | ---------------------- | ----------------------- | ----------- |
| 1      | Tadej Pogačar (SLO)    | UAE Team Emirates       | 27h 25' 53" |
| 2      | Jonas Vingegaard (DEN) | Team Jumbo–Visma        | + 1' 52"    |
| 3      | Mikel Landa (ESP)      | Team Bahrain Victorious | + 2' 33"    |
| 4      | Richie Porte (AUS)     | Ineos Grenadiers        | + 2' 44"    |
| 5      | Jai Hindley (AUS)      | Bora–Hansgrohe          | + 3' 05"    |
| 6      | Thymen Arensman (NED)  | Team DSM                | + 3' 16"    |
| 7      | Damiano Caruso (ITA)   | Team Bahrain Victorious | + 3' 20"    |
| 8      | Thibaut Pinot (FRA)    | Groupama–FDJ            | + 3' 37"    |
| 9      | Pello Bilbao (ESP)     | Team Bahrain Victorious | + 3' 51"    |
| 10     | Giulio Ciccone (ITA)   | Trek–Segafredo          | + 4' 03"    |

### Bodovací soutěž
| Pořadí | Jezdec                 | Tým                     | Body |
| ------ | ---------------------- | ----------------------- | ---- |
| 1      | Tadej Pogačar (SLO)    | UAE Team Emirates       | 44   |
| 2      | Jonas Vingegaard (DEN) | Team Jumbo–Visma        | 24   |
| 3      | Phil Bauhaus (GER)     | Team Bahrain Victorious | 21   |
| 4      | Olav Kooij (NED)       | Team Jumbo–Visma        | 21   |
| 5      | Remco Evenepoel (BEL)  | Quick-Step–Alpha Vinyl  | 19   |
| 6      | Tim Merlier (BEL)      | Alpecin–Fenix           | 18   |
| 7      | Kaden Groves (AUS)     | Team BikeExchange–Jayco | 16   |
| 8      | Richie Porte (AUS)     | Ineos Grenadiers        | 13   |
| 9      | Giacomo Nizzolo (ITA)  | Israel–Premier Tech     | 13   |
| 10     | Warren Barguil (FRA)   | Arkéa–Samsic            | 12   |

### Vrchařská soutěž
| Pořadí | Jezdec                  | Tým                     | Body |
| ------ | ----------------------- | ----------------------- | ---- |
| 1      | Quinn Simmons (USA)     | Trek–Segafredo          | 35   |
| 2      | Tadej Pogačar (SLO)     | UAE Team Emirates       | 25   |
| 3      | Jonas Vingegaard (DEN)  | Team Jumbo–Visma        | 15   |
| 4      | Davide Bais (ITA)       | Eolo–Kometa             | 13   |
| 5      | Damiano Caruso (ITA)    | Team Bahrain Victorious | 11   |
| 6      | Mikel Landa (ESP)       | Team Bahrain Victorious | 10   |
| 7      | Warren Barguil (FRA)    | Arkéa–Samsic            | 9    |
| 8      | Xandro Meurisse (BEL)   | Alpecin–Fenix           | 9    |
| 9      | Francesco Gavazzi (ITA) | Eolo–Kometa             | 8    |
| 10     | Richie Porte (AUS)      | Ineos Grenadiers        | 7    |

### Soutěž mladých jezdců
| Pořadí | Jezdec                           | Tým                             | Čas          |
| ------ | -------------------------------- | ------------------------------- | ------------ |
| 1      | Tadej Pogačar (SLO)              | UAE Team Emirates               | 27h 25' 53"  |
| 2      | Thymen Arensman (NED)            | Team DSM                        | + 3' 16"     |
| 3      | Remco Evenepoel (BEL)            | Quick-Step–Alpha Vinyl          | + 4' 20"     |
| 4      | Jefferson Alexander Cepeda (ECU) | Drone Hopper–Androni Giocattoli | + 19' 56"    |
| 5      | Natnael Tesfatsion (ERI)         | Drone Hopper–Androni Giocattoli | + 25' 03"    |
| 6      | Matteo Sobrero (ITA)             | Team BikeExchange–Jayco         | + 29' 59"    |
| 7      | Valentin Ferron (FRA)            | Team TotalEnergies              | + 38' 32"    |
| 8      | Quinn Simmons (USA)              | Trek–Segafredo                  | + 43' 28"    |
| 9      | Einer Rubio (COL)                | Movistar Team                   | + 47' 05"    |
| 10     | Mikkel Frolich Honoré (DEN)      | Quick-Step–Alpha Vinyl          | + 1h 00' 49" |

### Soutěž týmů
| Pořadí | Tým                                | Čas         |
| ------ | ---------------------------------- | ----------- |
| 1      | Team Bahrain Victorious            | 82h 26' 46" |
| 2      | UAE Team Emirates                  | + 8' 11"    |
| 3      | Bora–Hansgrohe                     | + 19' 04"   |
| 4      | Ineos Grenadiers                   | + 27' 06"   |
| 5      | Cofidis                            | + 29' 06"   |
| 6      | Team DSM                           | + 34' 16"   |
| 7      | AG2R Citroën Team                  | + 35' 14"   |
| 8      | Movistar Team                      | + 35' 54"   |
| 9      | Drone Hopper–Androni Giocattoli    | + 40' 08"   |
| 10     | Intermarché–Wanty–Gobert Matériaux | + 43' 37"   |